# 南晋一
南 晋一（みなみ しんいち、1921年8月7日 - 1989年9月29日）は、日本の化学者。大阪工業大学名誉教授。工学博士（大阪大学）。元応用化学教室担当。
専門は、工業化学・有機金属化学、電気化学。

## 略歴
1959年大阪大学大学院工学研究科応用化学専攻にて、工学博士（大阪大学）。松下電器産業（現：パナソニック）無線事業本部研究所などを経て、大阪工業大学工学部応用化学科教授として着任し、応用化学教室を担当。1989年大阪工業大学名誉教授。
大阪工業大学工学部応用化学科にて長きに渡り教鞭を執り、同学科開設後の初期の応用化学（特に、有機金属化学・電気化学）研究・育成に貢献した。
主な所属学会は、日本化学会、金属表面技術協会、電気化学協会、チタニウム懇話会。主な著書は、化学と工業化学（分担執筆、日本化学会1979、学術書）。

## 主な研究
- 四塩化チタンとn-ブタノールの反応[3]
- 焼結型チタン固体電解コンデンサの製法と性能について[4]
- 高分子量アミンによる金属錯イオンの液抽出-ジルコニウム錯イオン抽出におよぼすその成分有機酸の影響[5]
- ホウ水素化ナトリウムを用いる無電解インジウムめっきの研究[6]
- トリオクチルアミンによるシュウ酸水溶液からのスズ(IV)の液一液抽出[7]